# 列宁格勒州
列宁格勒州（羅馬化：Leningradskaya oblast），包括昔日英格亞和卡累利阿地峽（即聖彼得堡西北，界乎今日芬蘭邊境、拉多加湖和英格里亞之間的土地），是俄羅斯聯邦主體之一，屬西北部聯邦管區。面積84,500平方公里，人口1,716,868（2010年），首府加特契纳。
列寧格勒州因列寧格勒（今聖彼得堡）而命名。蘇聯解體後，列寧格勒恢復舊名為聖彼得堡，作為聯邦直轄市而從列寧格勒州獨立了出來。列寧格勒州为了纪念苏德战争中的列寧格勒保衛戰，仍維持原州名。
2021年3月，加特契纳被正式確立為列寧格勒州的首府，該州的政府機構將逐步從聖彼得堡遷移到加特契纳。
列寧格勒州於1992年7月30日與中國河北省結為友好省州。

## 地理
其西為波羅的海的芬蘭灣，并與芬蘭、愛沙尼亞接壤。在俄羅斯國內，則南鄰諾夫哥羅德州及普斯科夫州，東面沃洛格達州，北臨卡累利阿共和國。
州內的湖泊超過1800個。與卡累利阿共和國接壤處有歐洲最大的湖——拉多加湖。主要的河流有涅瓦河、沃爾霍夫河等。其55.5%的面積都是森林。
- 1月平均氣溫　-9度至-11度
- 7月平均氣溫　+16度至+17度

## 歷史

### 設州之前
5世紀時，這附近一帶即有芬蘭-烏戈爾人居住。8世紀開始有斯拉夫人開始定居。
750年左右，在今本州境内形成了最古老的俄罗斯人聚落拉多加（18世纪以后称旧拉多加）。9世紀至10世紀之間，拉多加成為了古代俄羅斯的政治、經濟中心之一。
12世紀時諾夫哥羅德獲得政治上的獨立之後，芬蘭灣一帶便被編入了諾夫哥羅德公國。13世紀至14世紀之間，立窩尼亞及瑞典爭奪這片地區。此時，爲了守備俄羅斯西北部的國境，諾夫哥羅德建設了雅姆（今金吉謝普）、科波里耶、阿列謝克（今什利謝利堡）等堡壘。
雖然該地區于1617年為瑞典所佔領，但在大北方戰爭（1700年至1721年）勝利後為俄羅斯奪回。
1703年，彼得大帝于現在的聖彼得堡建設了彼得保羅要塞之後，該地區得到了飛速發展。
1708年因設省的緣故，聖彼得堡周邊成爲了英格曼蘭省，1710年改名為聖彼得堡省。
1712年俄羅斯帝國的首都由莫斯科遷至聖彼得堡。1914年第一次世界大战爆发后，圣彼得堡省更名为彼得格勒省。1924年，彼得格勒省更名为列宁格勒省。

### 設州之後
1927年8月1日，根据全俄罗斯中央执行委员会的命令，廢省設州，列宁格勒省、切列波韋茨省、諾夫哥羅德省、普斯科夫省、摩尔曼斯克省合并为列寧格勒州。
1929年至1939年間，新設西部州、加里寧州（不同于加里寧格勒州）、沃洛格達州及摩爾曼斯克州，從列寧格勒州分设出去。1931年12月列寧格勒市又从列宁格勒州分離出來。1936年，列宁格勒市的一部分郊区划归列宁格勒州成为弗谢沃洛日斯克区、红村区、帕尔戈洛沃区（Pargolovsky District）、斯卢茨克区（1944年更名为巴甫洛夫斯克区）。
1940年，冬季戰爭後，根據莫斯科和平協定從芬蘭割入的卡累利阿地峽被編入了列寧格勒州。原住的芬-烏戈爾人變成了難民前往芬蘭，俄羅斯人移居入了該地區。
在1941年開始的蘇德戰爭中，南部為德國所佔領並封鎖列寧格勒南部，開始了列寧格勒保衛戰。同年，蘇聯開始了和芬蘭的繼續戰爭，芬蘭佔領所屬土地，8月芬軍攻破維堡后封鎖列寧格勒北面，随着1944年苏联反攻解放列寧格勒和苏芬停战，後來又全部恢復了原狀。
1946年10月，芬兰湾北岸的一些区域（原自1940年苏芬战争结束后芬兰割让给苏联的领土），由列宁格勒州划给了列宁格勒市，成为谢斯特罗列茨克区与库罗尔特内区。1953年，列宁格勒州巴甫洛夫斯克区被撤销，部分土地包括巴甫洛夫斯克并入了列宁格勒市。1954年，居民点列瓦绍沃、帕尔戈洛沃与佩索奇内并入了列宁格勒。 現在的州境最终形成于1978年。
雖然在1991年列寧格勒經過公投決議後改回了原名聖彼得堡，但是列寧格勒州的州名卻留了下來。

## 經濟
列寧格勒州2015年進出口總額128.4億美元，佔西北聯邦區進出口總額的18.5％，出口主要商品為石油產品，木材，煙草等。

### 工業
本州的工業與聖彼得堡市的工業句緊密聯繫。列寧格勒州的主要工業類型包括:電子機械，石化工業，重工業，造船業，汽車製造、造紙業，漁業等。除了以上產業以外，沃爾霍夫的鋁廠，博克西托戈爾斯克的氧化鋁廠，及化學產業（化肥，硫酸，人造纖維）在俄國也是相當著名。
列寧格勒州水利資源豐富，以水力發電為主體，在斯維裡河、納爾瓦河、沃爾奇亞河、沃爾霍夫河上建有水力發電廠。為了供應城市需要，本州還另建有火力發電廠和核能發電廠各一。

### 農業
本州以專業化的酪農業與混合農業為主。可耕地佔全州面積10.9％，主要位於聖彼得堡的西南方，西方和西北方。

## 城市
除聖彼得堡之外，最大的城市為科爾皮諾（人口約16万人）。其他還有加特契納、索斯諾維博爾、維堡、沃爾霍夫、金吉謝普、季赫溫等城市。

## 標準時區
列寧格勒州使用莫斯科時間。時差為UTC+3小時、無夏令時。（2011年3月之前時區為UTC+3、夏令時為UTC+4）